# AMD VISION Engine Control Center
AMD VISION Engine Control Center někdy taky stále AMD Catalyst je program na úpravu nastavení ovladačů GPU společnosti AMD nebo ATI. AMD vydává dvě verze, jednu pro Windows a druhou pro Linux, obě varianty jsou, jak v 32bitovém, tak 64bitovém provedení. Linux verzi programuje podstatně méně lidí. Verze Catalyst je spojení roku vydání (7, 10, 11…) a za tečkou je měsíc, kdy byl vydán (1, 2, 6,…), příklad v červnu 2010 byla vydána verze 10.6, v únoru 2011 byla vydána verze 11.2 atd.

## Popis
Program má podporu následujících 22 jazykových mutací (po stáhnutí příslušné verze): angličtina, čeština, čínština zjednodušená a tradiční, dánština, finština, francouzština, nizozemština, italština, japonština, korejština, maďarština, němčina, norština, polština, portugalština, thajština, turečtina, ruština, řečtina, španělština a švédština.
Od verze 10.2 jsou podporovány pouze už GPU R600 a novější, to jsou grafické karty ATI Radeon HD 2000 a novější

### Položky
Popis platí pro VISION Engine Control Center verze 11.7 a nemusí jít o celý seznam. Seznam je zobrazen po kliknutí na rozšířené zobrazení.
- Připnutí – zde si může uživatel připnout třeba nejpoužívanější položky
- Předvolby
  - Přidat předvolbu…
  - Spravovat předvolby…
- HydraVisionTM (HydraVisionTM) – Položka se objeví po doinstalování Hydravision balíčku.
  - HydraGrid – povolení HydraGrid, možnost následně rozdělit monitor na více ploch
  - Desktop Manager – Možnost povolit Desktop Manager a nastavit jeho parametry
  - Více pracovních ploch – možnost si zapnout více ploch na zvoleném monitoru
  - Maximalizovat – nastavení zkratek pro HydraVision
- Správa pracovní plochy (Desktop Manager)
  - Tvorba a uspořádání pracovních ploch – při více plochách možnost si je uspořádat proti sobě podle potřeby
  - Vlastnosti Pracovní plochy – přehled nastavení zvolené plochy (monitoru) a možnost změnit barevnou hloubku, frekvenci, rotaci a při zapojení přes HDMI i nastavení HDTV
  - Upřesňující nastavení zobrazení – možnost nastavit detekci monitorů, buďto automaticky během zapnutého Catalyst nebo manuálně
  - Barvy pracovní plochy – nastavení barev zvoleného monitoru
- Společné úlohy pro zobr. zařízení (Common Display Tasks)
  - Otočit plochu – možnost otočit plochu podle potřeby
  - Zjistit zobr. zařízení – detekování zapojených monitorů do PC, funguje i při zapojení více GPU firmy AMD
  - Zakázat zobr. zařízení – deaktivace všech monitorů kromě hlavního
  - Zakázat plochu – deaktivace plochy
  - Nastavit hlavní plochu – nastavení hlavního monitoru nebo plochy
- Mé vestavěné zobr. zařízení – nastavení pro vestavěné monitory v NBCatalyst 11.6
  - Vlastnosti (vestavěné zobr. zařízení)
  - Zobrazení barev (vestavěné zobr. zařízení) – nastavení barev monitoru
  - LCD Overdrive (vestavěné zobr. zařízení)
- Mé digitální ploché panely – některé položky jsou přístupné pouze pro HDMI, nastavení pro LCD a plazma monitory
  - Vlastnosti (digitální plochý panel) – zobrazení modelu, maximální frekvence a rozlišení a možnost zapnout GPU scaling
  - Zobrazení barev (digitální plochý panel) – nastavení barev monitoru
  - Možnosti měřítka (digitální plochý panel) – nastavení zmenšení obrazu potřebné pro některé televize při zapojení přes HDMI
  - Podpora HDTV (digitální plochý panel) – nastavení formátu při zapojení přes HDMI na televizi
  - LCD Overdrive (digitální plochý panel) – možnost odstranit problémy s blikáním LCD při špatné synchronizaci
- Mé zobr. zařízení VGA – nastavení pro CRT monitory
  - Vlastnosti (zobr. zařízení VGA) – zobrazení modelu, podpory DDC, maximální frekvence a rozlišení a možnost nastavit rozlišení a frekvenci
  - Úprava obrazu (zobr. zařízení VGA) – posouvání obrazu, díky tomu jde snížit defekt obrazu při zobrazení na CRT monitorech
  - Zobrazení barev (zobr. zařízení VGA) – nastavení barev monitoru
- Video (Video)
  - Nastavení videa – nastavení filtrů, které se aplikují při přehrávaní videa
  - AMD Video ConverterTM – umožňuje zapnout Video Convertor, který umí využít GPU pro akcelerace převodu videa
- Hraní (Gaming)
  - Nastavení 3D aplikací – nastavení násobku AA, filtrování textur, tellesace, Catalyst A.I., detailu textur, vertikálního obnovování, nastavení typu AA a 3násobného bufferu pro OpenGL
- Výkon (Performance)
  - Graphics OverDriveTM – umožňuje změnit frekvence a nastavit otáčky manuálně u dedikované grafické karty a taky obsahuje základní přehled o aktuálních taktech, teplotě, zatížení GPU a rychlosti ventilátoru
  - Napájení procesoru – nastavení možných frekvencí na daném napájecím profilu, na NB je možnost nastavit zvlášť při zapojení do sítě a při běhu na baterku
- Napájení (Power)
  - PowerPlayTM – zobrazí se v NB, možnost nastavit napájecí profil zvlášť při zapojení do sítě a při běhu na baterkuCatalyst 11.6
  - Přijímač Wi-Fi – zpřístupní se při existenci Wi-Fi modulu v PC/NB, umožňuje vypnout a zapnout Wi-Fi modulCatalyst 11.6
  - Napájecí profily – základní nastavení napájecího profilu
  - Napájení procesoru – nastavení možných frekvencí na daném napájecím profilu, na NB je možnost nastavit zvlášť při zapojení do sítě a při běhu na baterku
- Informace (Information)
  - Domovská str. AMD – zobrazení domovské stránky spravované firmou AMD
  - Software – vypíše verze Catalyst a ovladačů
  - Hardware – vypíše zjištěný gpu a jeho parametry
  - Aktualizace softwaru – zjištění novější verze Catalyst

### Linux
Nyní programují 3 lidi (Q3 2011).
Ovladač v operačním systému Linux se jmenuje fglrx. Jde o uzavřené ovladače, to jest bez uvolnění zdrojových balíčků (kódů), proto komunita vytváří vlastní otevřené ovladače pomocí reverzního inženýrství a dokumentace, kterou uvolňuje společnost AMD při uvedení nové řady. Do otevřených ovladačů přispívají i pracovníci společnosti AMD.

## Historie
Původní název byl ATI Catalyst, následně AMD Catalyst a nyní AMD VISION Engine Control Center (Q3 2011).
Při vydání linuxové verze 7.11 byl změněn název z ATI Proprietary Linux driver na ATI Catalyst Linux.

### 11.10
Vydáno: 31. říjen 2011

Verze samotných balíčků:
- Catalyst Version 11.10
- Open GL ICD 6.14.10.11161
- Direct3D Driver 7.14.10.0867
- 2D Driver 8.01.01.1199
- OpenCL Driver 775.2
- CAL-Driver 1.4.1589 (VM)
- Catalyst Control Center 2011.1012.1625.27603
- Packaging 8.902–111012am-127455C-ATI

### 11.11
Vydáno: 15. listopadu 2011
11.11a
- Vydáno: 21. listopadu 2011[5][6]
- Zaměřeno na opravy chyb a zvýšení výkonu ve hrách Batman Arkham City, Rage, The Elder Scrolls V: Skyrim a Battlefield 3.

11.11b
Vydáno: 25. listopadu 2011
- Zaměřeno na opravy chyb a zvýšení výkonu ve hrách Assassin’s Creed: Revelations, Batman Arkham City, Rage, The Elder Scrolls V: Skyrim a Battlefield 3.

11.11c
- Vydáno: 1. prosince 2011[7][9]
- Zaměřeno na opravy chyb a zvýšení výkonu ve hrách Assassin’s Creed: Revelations, Batman Arkham City, Rage, The Elder Scrolls V: Skyrim a Battlefield 3.

### 12.11
Vydáno 15. listopadu 2011

### 12.1
Vydáno 25. ledna 2011
Verze samotných balíčků:
Verze Catalyst: 12.1
CCC: 2011.1205.2215.39827
D3D: 7.14.10.0887
OGL: 6.14.10.11399
Verze ovladače: 12/05/2011, 8.930.0.0000
8.93–111205a-132104C-ATI
Certifikace: 20. ledna (Microsoft WHQL)

## Alternativy
- ATI Tray Tools – program na nastavení ovladačů, některé položky má navíc, některé mu chybí